# 麦田 (电影)

电影海报

《麦田》（英文：Wheat），于2009年上映的中国古装电影。

## 制作人员[1]
- 导演：何平
- 出品人：闻健明、于 冬
- 总监制：赵国良
- 总策划：赵国良、陈永雄
- 监制：何平、于冬
- 摄影指导：赵晓时
- 美术指导：霍庭霄
- 音乐：刘星

## 演员名单[1]
- 王学圻 饰 剧葱大人
- 黄　觉 饰 暇
- 杜家毅 饰 辄
- 王　姬 饰 祭司婆
- 王志文 饰 冲
- 范冰冰 饰 骊
- 李　歌 饰 厨娘
- 孙桂田 饰 老妪
- 王嘉佳 饰 嫣儿

## 獎項
| 頒獎典禮     | 獎項             | 名單   | 結果 |
| ------------ | ---------------- | ------ | ---- |
| 第46屆金馬獎 | 最佳攝影         | 趙曉時 | 提名 |
| 第46屆金馬獎 | 最佳原創電影音樂 | 劉星   | 提名 |
| 第46屆金馬獎 | 最佳音效         | 王長銳 | 提名 |